# کوت-نورد-دو-گولف-دو-سن-لوران، کبک
کوت-نورد-دو-گولف-دو-سن-لوران (به فرانسوی: Côte-Nord-du-Golfe-du-Saint-Laurent)، به معنای ساحل شمالی خلیج سن لورانس شهری در منطقه شهری خلیج سن-لوران ناحیه کوت-نور در استان کبک کانادا است. در سرشماری سال ۲۰۱۱ این شهر ۱٬۱۵۵ نفر جمعیت داشته‌است و مساحت آن ۲٬۷۸۳٫۵۹ کیلومتر مربع است.